# Láng József (nyomdász)
Láng József (Arad, 1862. február 11. – ?) nyomdász és könyvkereskedő.

## Élete
Apja asztalosmester volt, ennek halála után 1874-ben az iparos pályára lépett és Aradon Gyulai István nyomdájában tanult; 1879-ben Budapestre a pesti könyvnyomda részvény-társaságnál nyert alkalmazást, majd Wilkensnél és huzamosabb ideig a Franklin Társulatnál volt betűszedő. 1882-ben megalakult Budapesten a magyar nyomdász-klub, melynek titkárává választották. A Pallas nyomda alakulásakor ott korrektor lett; ezen minőségében működött 1890-ig, amikor Nagyváradon átvette a Hügel-féle nyomdát. 1891-ben részt vett a vidéki nyomdatulajdonosok által Szegeden tartott országos gyűlésen; 1898-ban a hírlapkiadók országos szövetségének megalakulásakor megtartott országos lapkiadók kongresszusának alelnöke volt és a megalakult szövetség választmányának tagja. 1893-ban a nagyváradi betegsegélyző pénztár elnökévé választotta; a Szigligeti irodalmi társaságnak is pénztárnoka. 1898-ban nyomdája mellett könyv- és papirkereskedést is nyitott.

## Írásai
Cikkei a Typographiában (1881. Az országos nyomdászstatisztikához, 1883. Nemzetiséghez való ragaszkodásunkról, 1885. Tanulmány a rövidítésekről, 1886-87. Strauch Alajos életrajza, Az országos egylet ügye, Jelentés a levélfejszedésre vonatkozó pályaművekről, 1888. A bécsi jubileumi kiállítás, Hadat a styl ellen!, 1890. Külföldi szakegyletek és körünk reformálása); a Nyomdászok közlönyében (1883. Ki lehet jó szaktárs? Közös ügyeinkről, Könyvtáraink érdekében, A rágalom iskolája, 1884. Minket érdeklő felolvasások, Tanulmány a könyvgerinczről, Vélemények a stylszerű szedésről, A falragaszok szedéséről, Országos ügyeinkről, 1885. A kezdőbetűk alkalmazásáról, A magyar helyesírásról, Elmélkedések márczius 15-ről a mi szempontunkból); az Ország-Világban (1887. A magyar hirlapkiállítás); a M. Nyomdászatban (1888. A falragaszbetűkről, Betűöntőink szakirodalma és a betűöntés alapja, 1889. Nyomdák bezárása, 1889. Szines nyomás és műérzék, A Marinoni-féle gépgyár Párisban, A Foucher testvérek betüöntőgépgyára Párisban, Ez is sajtósabadság? Szakkikállítások 1889-ben, 1890. Japán lakkmunka a könyvtáblán, Műszedés a párisi világkiállításon, Két ujabb találmány, Nemzetközi nyomtatványcsere, Első magyar papiripar); a Nyomdászok Évkönyvében (1888. Egyesületek és körök, 1889. A görög betűkről, 1890. A franczia államnyomda, 1893. Magyarosítsunk, 1895. A magyar nyomdaipar, 1898. A szakoktatásról); a Visegrád, Esztergom cz. alkalmi lapban (Budapest, 1889. Két királyi lakhely), a Grafikai Szemlében (1891. Magyar nyomdászati styl, Országos nyomdászgyűlés Szegeden, 1894. A grafikai szakma a lembergi kiállításon, 1896. Ács Mihály emlékezete, 1896. Nyomdatulajdonosok országos congressusa); a Nagyváradban (1893. Iványi Ödön mint hirlapíró, 1898. Rendezzünk kiállítást! 1899. A magyar tengerpart, Az ipartestületek bajai sat.); az Eleven Ujság c. alkalmi lapban (Nagyvárad, 1897. A nyomda.)

## Munkái
- A sajtó szabaddá tételének befolyása a magyar hirlapok előállítására. Bpest, 1888.
- Czenzura és sajtószabadság. Uo. 1889.
- Emlékkönyv az első budapesti magyar versenyszedés alkalmából. Uo. 1890.
- A «Nagyvárad» huszonhat éve. Nagyvárad, 1896. Arczképekkel.

Szerkesztette: a Legyen világosság c. pártlapot 1885. október 5-től Budapesten, mely csakhamar megszünt; a Typographiának 1887. október 27-től december 2-ig ideiglenes szerkesztője volt; Emlékkönyv a könyvnyomdászok szakkörének tíz évi működéséről 1882-1892. Nagyvárad 1892. (Ebben titkári jelentései); szerkesztette a Nagyvárad c. politikai napilapot 1895 májustól (midőn 1890. júliusban a lap kiadó-tulajdonosa lett, a lapnak 186 előfizetője volt; ezek száma később 1400-ra emelkedett); szerkesztette és kiadta a «Nagyvárad» képes Naptárát 1895-től.